# 地震波激发技术

#### 大錘
最基本的震源是使用大錘撞擊地面上的金屬板產生地震波。 一般適用於地下約 20 m 的地震折射測量。

#### 炸藥
最廣泛用作地震源是炸藥。 爆炸時，炸藥會非常迅速地釋放出大量膨脹的氣體，以聲波的形式對周圍環境施加巨大壓力。而造成地震波。

#### 氣槍
氣槍一般被拖在地震船後面水面以下。 當氣槍開火時，將高壓空氣瞬時釋放到水中形成氣泡。氣泡在坍塌時，形成產生聲能脈衝。

#### 火花器
是一種在水中的電極之間以電弧的形式釋放的能量。 水下火花放電會產生高壓蒸汽泡，汽泡在坍塌，發出巨大聲波。形成地震波。

#### 重擊卡車
是一種車載地面撞擊系統，利用撞擊地面提供震源。 一般重物是由卡車後面的起重機舉起，然後下放撞擊地面，產生地震信號。

#### 地震振動器
與脈衝源提供的近乎瞬時的能量相反，地震振動器在較長的一段時間內，將能量信號傳播到地球中。 以這種方式記錄的數據必須將已知的震源信號轉換為脈衝。震源信號是可控制的，根據不同地區，使用不同震源信號。 利用在地面上的液壓振動器產生振動波。

#### 动臂机（英語：Boomer）
當電容器放電時，與線圈相鄰的銅片會瞬時彎曲。 這種彎曲會在水中造成脈衝式的震波。